# Артуро Микелини
Артуро Микелини (на италиански: Arturo Michelini) е италиански политик и трети лидер на Италианското социално движение.
Очертава сред водещите 2 фигури в партията през 1950-те и 1960-те години, като представлява умерената срещу носталгичната фашистка тенденция в партията.

## Ранни години
Микелини е роден във Флоренция. Счетоводител по професия, той е по-малка фигура в Националната фашистка партия, издигайки се до секретар на партията в Рим. Микелини, ветеран от Испанската гражданска война, е с армията на Източния фронт по време на Втората световна война. Той е два пъти ранен в битка и награден със Сребърен медал за неговите усилия. Той не заема длъжности в Италианската социална република.

### Италианско социално движение
Микелини се очертава като водеща фигура в неофашизма на италианската политика, който се появява веднага след войната и е видна фигура в основата на Италианското социално движение. Той е избран в Камарата на депутатите за Рим на изборите през 1948 г., като един от шестте представители на новата партия. Става лидер на МСИ през 1954 г. и се опитва да овладее неофашизма на партията, в опит да я приведе в по-голяма степен в политическия мащаб, едно усилие, в което до голяма степен се проваля.
Политиките на Микелини помагат за изтласкването на някои от по-радикалните елементи от партията, които формират Нов ред и Национален авангард. Като цяло, той не харесва противоконституционните методи на такива малки групи и е доминиращата фигура в „реалистичната“ тенденция в партията, подкрепяйки сътрудничеството с НАТО и се стреми към изграждане на съюз с християндемократите и монархистите. В това отношение се изправя срещу редовна вътрешна опозиция, особено от Джорджо Алмиранте, както и други радикали като Ецио Грей и Пино Ромуали. Като политически редактор на Secolo d'Italia, Микелини успява да гарантира, че неговата позиция е най-разпространена.
Въпреки тези опити за умереност, МСИ губи подкрепата си под ръководството на Микелини, като от изборите от 1953 г. е 5,8%, а на изборите през 1958 г. на 4,9%. Микелини обаче е опитен преговарящ във вътрешната политика на МСИ и на осмия конгрес на партията през юни 1965 г., когато профашисткото крило формира мнозинство за първи път под негово ръководство, той успява да остане на позицията, сключвайки лична сделка с техния лидер Алмиранте. В това отношение той успява да запази ръководството на МСИ до смъртта си през 1969 г., в който момент Алмиранте поема управлението.